# احليفات (أولاد ازباير)
احليفات هو دُوَّار يقع بجماعة أولاد زباير، إقليم تازة، جهة فاس مكناس في المملكة المغربية. ينتمي الدوّار لمشيخة أولاد ازباير التي تضم 15 دوار. يقدر عدد سكانه بـ 649 نسمة حسب الإحصاء الرسمي للسكان والسكنى لسنة 2004.

## روابط خارجية
- البوابة الوطنية للجماعات الترابية
- المندوبية السامية للتخطيط